# 1047年
| 千纪： | 2千纪 |
| 世纪： | 10世纪 \| 11世纪 \| 12世纪 |
| 年代： | 1010年代 \| 1020年代 \| 1030年代 \| 1040年代 \| 1050年代 \| 1060年代 \| 1070年代                                               |
| 年份： | 1042年 \| 1043年 \| 1044年 \| 1045年 \| 1046年 \| 1047年 \| 1048年 \| 1049年 \| 1050年 \| 1051年 \| 1052年                     |
| 纪年： | 丁亥年（猪年）；契丹重熙十六年；北宋慶曆七年；西夏天授禮法延祚十年；大理保安三年；王则得圣元年；越南天感聖武四年；日本永承二年 |

## 大事记
- 在诺曼底爆发瓦尔斯沙丘战役，诺曼底公爵威廉巩固了其对公国的统治。
- 挪威共治國王無情者哈拉爾和馬格努斯一世一起對丹麥斯文二世發動軍事遠征，但是馬格努斯一世戰死，叔父無情者哈拉爾成為挪威唯一的國王，丹麥國王王位競爭對手斯文二世統治丹麥。
- 宣毅軍小校王則，以「釋迦佛衰謝，彌勒佛當持世」為口號於貝州發動兵變，建國號為安陽，年號得聖。

## 出生
- 蔡京，字元长，北宋大臣（1126年去世，79岁）
- 夏毅宗李諒祚，西夏第二位皇帝（1067年去世，20岁）

## 逝世
- 馬格努斯一世，挪威國王奧拉夫二世之子，1035年加冕為挪威國王，1042年加冕為丹麥國王。